# Bjergrytter (landevejscykling)
En bjergrytter er en cykelrytter, hvis primære aktivitet foregår på de stejleste bjerge. Bjergryttere er også blandt de cykelryttere der tiltrækker sig mest[kilde mangler] opmærksomhed fra cykelsportens tilhængere. Af kendte bjergryttere kan blandt andet nævnes Eddy Merckx,  Richard Virenque og Marco Pantani.
| Cykling | Spire Denne artikel om cykling er en spire som bør udbygges. Du er velkommen til at hjælpe Wikipedia ved at udvide den. |